# Madrid
För andra betydelser, se Madrid (olika betydelser).
Madrid uttal (fil) (spanskt uttal: [maˈð̞ɾið̞], eller [maˈð̞ɾi]) är Spaniens huvudstad och den största staden på Iberiska halvön. Med sina 3,4 miljoner invånare (2024)  i kommunen  och 6 miljoner i storstadsområdet, är Madrid en av de folkrikaste städerna inom EU.
Madrid är beläget på vänstra stranden av Manzanares, ett litet tillflöde till Tajos biflod Jarama.

## Etymologi
Det moriska namnet på staden var Madjrit, Magerit, Maharid som är diminutiver av det latinska ordet materia som betyder 'byggnadsträ'.

## Historia
Madrid grundades på 800-talet under namnet Majrit som en morisk by med fästning, Real Alcázar de Madrid. År 1083 erövrades staden slutligen från muslimerna och blev kastiliansk. 1202 erhöll staden sina rättigheter (fuero). Under medeltiden hölls flera riksdagar i Madrid. Under Karl V var Madrid tillfälligt residensstad och 1525–1526 hölls Frans I fängslad här. År 1561 flyttades det kungliga residenset till Madrid från Toledo och 1606 blev staden officiellt Spaniens huvudstad och centrum för ett världsimperium. Mellan 1808 och 1813 kontrollerade fransmännen staden och Napoleon I:s bror Joseph Bonaparte blev kung.
Under spanska inbördeskriget kom staden att bli den republikanska sidans starkaste fäste. Redan 1936 belägrade Francisco Francos trupper huvudstaden, men motståndarna hade förskansat sig i bergen och lyckades avvärja alla stormningsförsök. Först i mars 1939, dagar innan inbördeskriget officiellt upphört, föll staden för Falangen. På den republikanska sidan användes staden i propagandasyften som "Röda Madrid". Stora delar av staden var sönderskjutna efter kriget.
Efterkrigstiden har inneburit en stark expansion för staden, något som accelererat de senaste decennierna speciellt sedan Spaniens inträde i Europeiska unionen 1986. Som ledande kommersiellt och kulturellt centrum i den spansktalande världen kännetecknas detta av en stark invandring från Latinamerika och Afrika. 1992 var Madrid Europas kulturhuvudstad.
Den 11 mars 2004 skakades staden av ett terrordåd på pendeltågslinjerna, då 190 personer dödades vid Estación de Atocha.

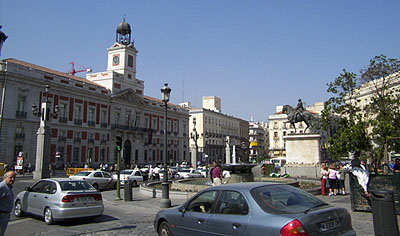
Puerta del Sol i hjärtat av Madrid
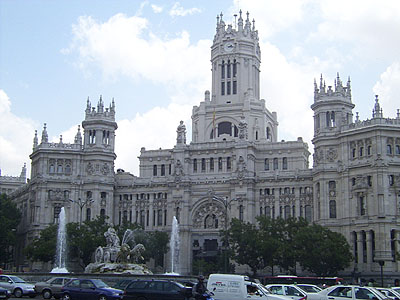
Plaza de Cíbeles och Palacio de Communicaciones på Paseo del Prado i Madrid
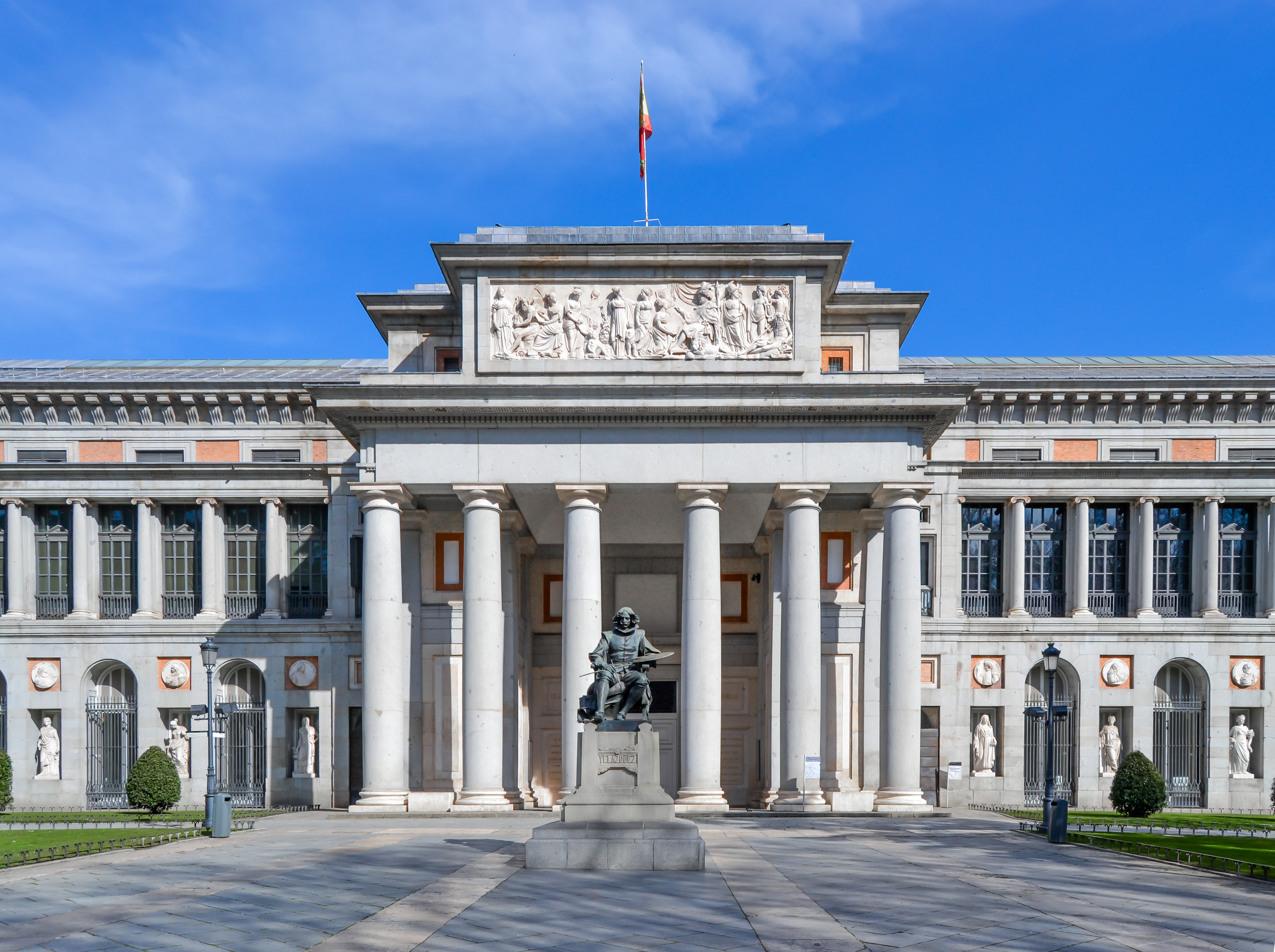
Puerta de Velázquez, Pradomuseet, Madrid
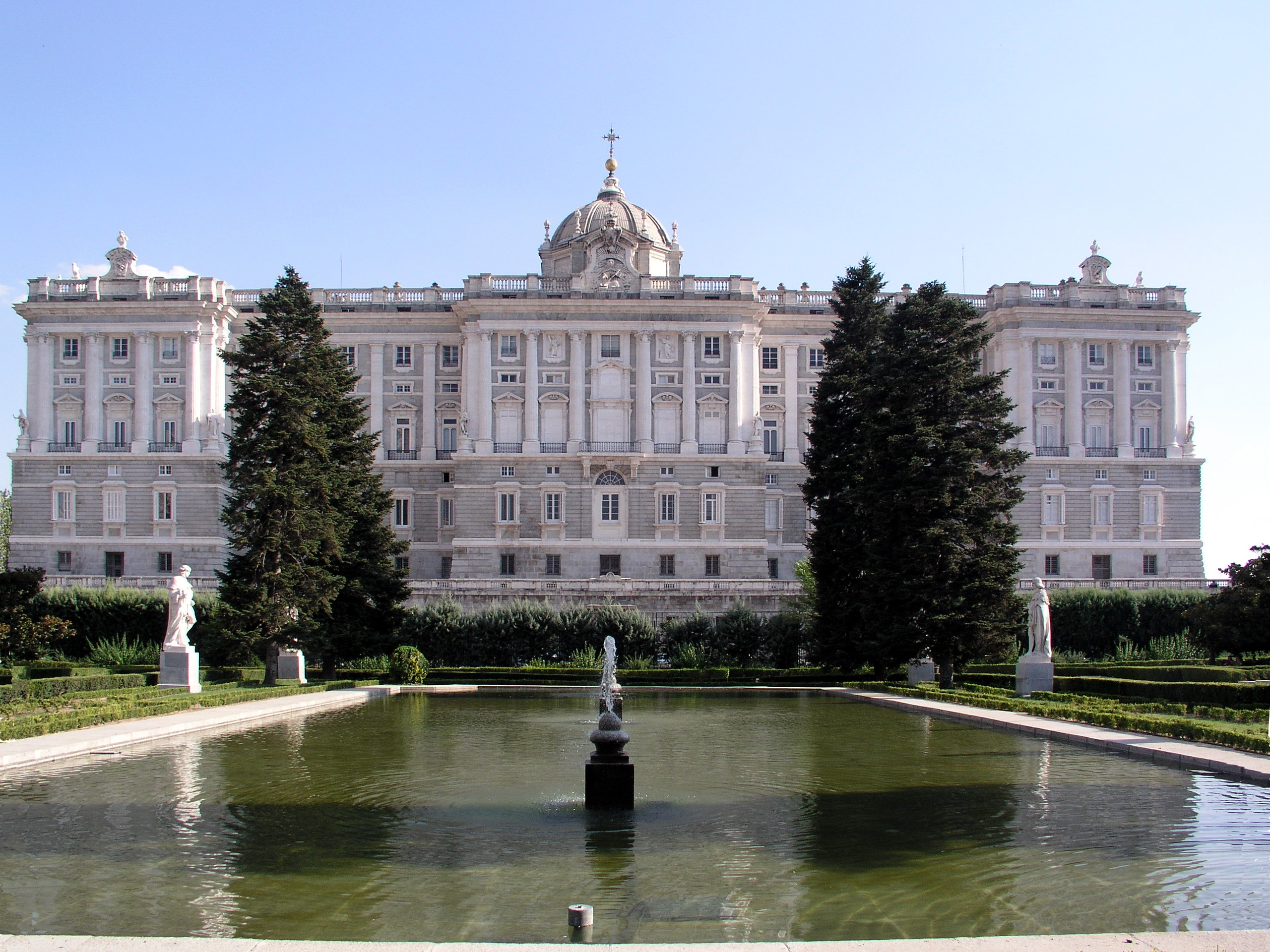
Kungliga slottet (Palacio Real). Det används idag främst som konstmuseum.

## Geografi

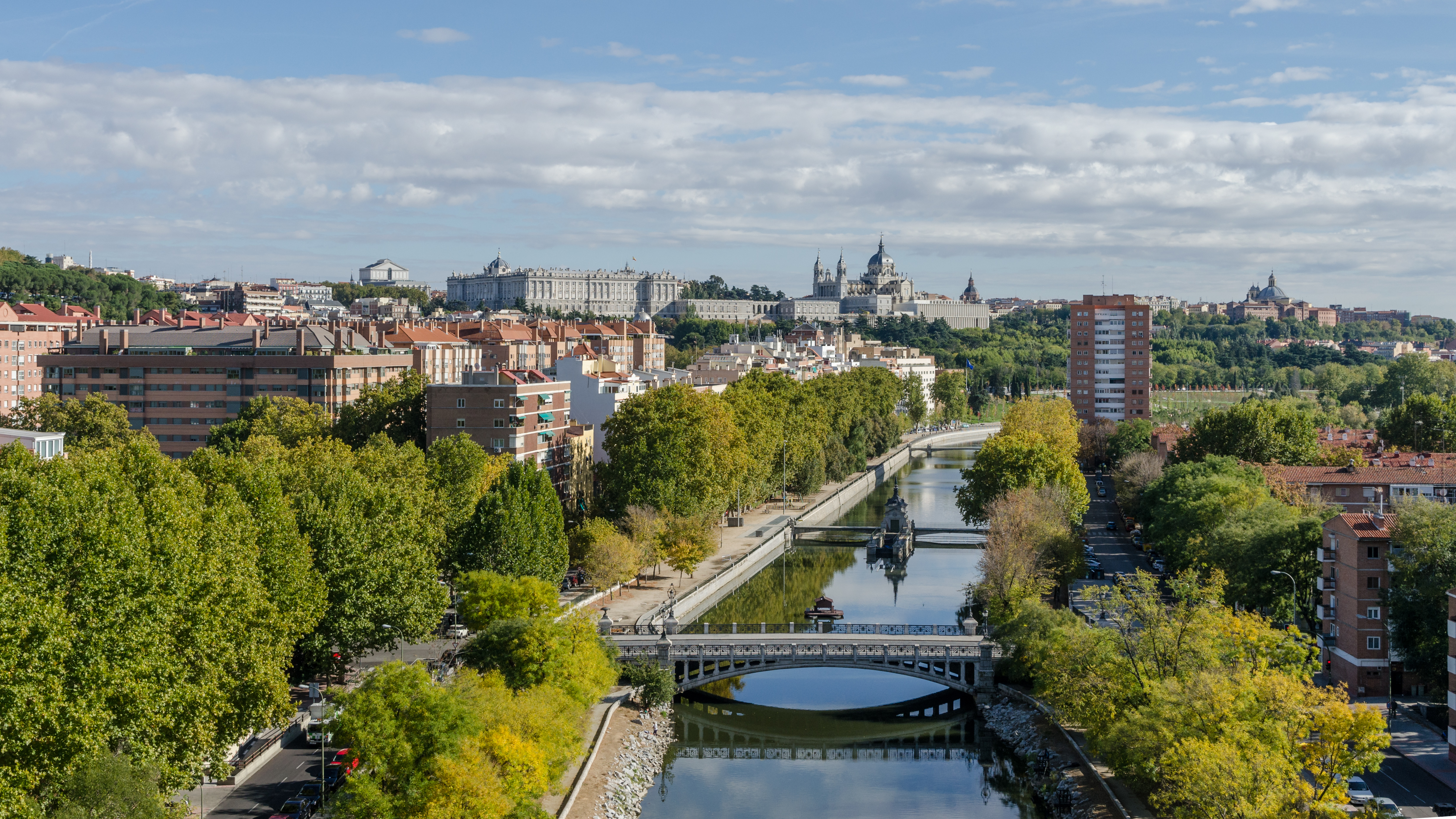
Det kungliga palatset, La Almudena och floden Manzanares, sett från linbanan.

Madrid ligger i centrala Spanien, omkring 665 meter över havet. Staden är därmed Europas näst högst belägna huvudstad efter Andorra la Vella, huvudstad i Andorra. Några kilometer norr om staden ligger Sierra de Guadarrama, ett bergsmassiv med drygt 2 000 meter höga berg.
Geografiskt och klimatiskt är Madrid beläget på Nya kastilianska högslätten (Submeseta Sur), inom Meseta Central. Hydrografiskt sett ligger staden i Tajo-bassängen.
Det viktigaste vattendraget i Madrid är floden Manzanares, som rinner upp i Monte de El Pardo på södra sidan av Sierra de Guadarrama, och matar reservoaren med samma namn, dit också de mindre vattendragen Manina och Tejada leder. Floden börjar sin bana genom staden vid Ciudad Universitaria de Madrid (”Madrids universitetsstad”) och går sedan kort in i Casa de Campo, där den tar emot vatten från det mindre vattendraget Meaques.

### Stadsmiljöer
Madrids medelpunkt är torget Puerta del Sol, den livligaste platsen i hela staden och platsen för många historiska händelser. Där finns bland annat statyn av björnen och arbutusträdet, som ingår i Madrids stadsvapen. På torgets södra sida finns att i trottoaren beskåda den tämligen nedslitna karta, som visar att detta är början av Spaniens statsvägar (km 0) och att alla avstånd i Spanien räknas härifrån. Spaniens medelpunkt är "Cerro de los Angeles" i Getafe, ca 15 km söder om huvudstadens centrum.
Det stora stråket i dagens Madrid är Gran Via, där man kan finna allt man önskar i shopping, samt kaféer och restauranger.
Ett kvarter som är karakteristiskt för det gamla Madrid är La Latina, en stadsdel med trånga gator och branta gator i kombination med stora torg i närheten av stadens historiska centrum. Det är numera en av de viktigaste platserna för konstnärer, turister och nöjesliv i staden.

### Klimat
Madrid har ett kontinentalt medelhavsklimat som dock är mycket påverkat av stadsmiljön. Somrarna är varma och torra och vintrarna relativt svala. Normala temperaturer på sommaren 18 °C nattetid och på dagtid 31 °C, som dock kan nå 40 °C. På vintern dagtid 10~ °C och 0–4 °C nattetid. Temperaturer under 0 °C förekommer vintertid under natten med enstaka snöfall. Somrarna är varma med medeltemperaturer i juli och augusti runt 24 °C och med maximitemperaturer som ibland överstiger 35 °C. Temperaturvariationen är betydande i utkanten av stadsbebyggelsen, men minskar i stadens centrum av bebyggelsens inverkan. Den årliga temperaturvariationen är hög (19 grader, ett typiskt värde för Meseta Sur) som en konsekvens av det långa avståndet till havet och även höjden (omkring 600 m ö.h.).
Den årliga nederbörden överstiger 400 mm, med en mycket markerad torrperiod under sommaren (fyra torra månader, från juni till september) och stora variationer mellan den nordvästra delen, där det regnar mer, och den sydöstra delen som är mycket torrare.
|                                            | Jan | Feb | Mar | Apr | Maj | Jun | Jul | Aug | Sep | Okt | Nov | Dec |
| ------------------------------------------ | --- | --- | --- | --- | --- | --- | --- | --- | --- | --- | --- | --- |
| Normaldygnets maximitemperaturs medelvärde | 10  | 14  | 17  | 18  | 23  | 30  | 33  | 33  | 27  | 21  | 13  | 10  |
| Normaldygnets minimitemperaturs medelvärde | 3   | 4   | 7   | 7   | 11  | 16  | 18  | 19  | 15  | 11  | 5   | 3   |
|                                            |     |     |     |     |     |     |     |     |     |     |     |     |
| Nederbörd                                  | 46  | 27  | 45  | 43  | 60  | 14  | 11  | 12  | 42  | 64  | 82  | 74  |

| Diagram | temperaturer i °C • månadsnederbörd i mm | temperaturer i °C • månadsnederbörd i mm | temperaturer i °C • månadsnederbörd i mm | temperaturer i °C • månadsnederbörd i mm | temperaturer i °C • månadsnederbörd i mm | temperaturer i °C • månadsnederbörd i mm | temperaturer i °C • månadsnederbörd i mm | temperaturer i °C • månadsnederbörd i mm | temperaturer i °C • månadsnederbörd i mm | temperaturer i °C • månadsnederbörd i mm | temperaturer i °C • månadsnederbörd i mm | temperaturer i °C • månadsnederbörd i mm |
|         | 46 10 3                                  | 27 14 4                                  | 45 17 7                                  | 43 18 7                                  | 60 23 11                                 | 14 30 16                                 | 11 33 18                                 | 12 33 19                                 | 42 27 15                                 | 64 21 11                                 | 82 13 5                                  | 74 10 3                                  |

## Politik

### Kommunen
Staden Madrid styrs av Madrids Ayuntamiento. Dess representanter väljs vart fjärde år i allmänna val av alla medborgare äldre än 18 år. Sedan 2019 är José Luis Martínez-Almeida stadens borgmästare.

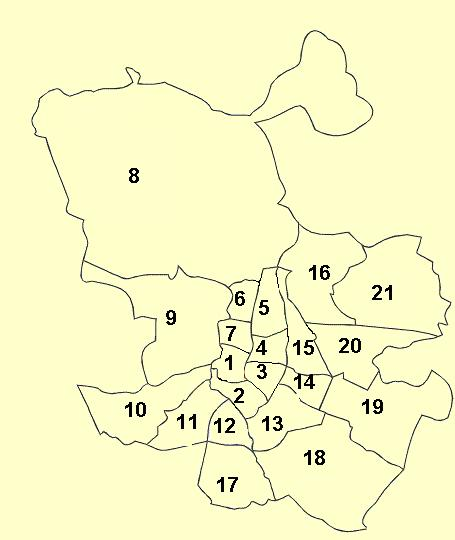
Madrids distrikt.

Staden Madrid utgörs av en kommun, Municipio de Madrid, och hade 3 165 235 invånare i början av 2014. Arealen uppgick till 605,77 km² 2014, vilket gör en befolkningstäthet på 5 225 inv./km². 
Madrid är administrativt indelad i 21 distrikt, som i sin tur delas in i barrios (stadsdelar), inte nödvändigtvis sammanfallande med de traditionella. Varje distrikt styrs av en stadsdelsnämnd, i frågor som riktas mot ärenden som är angelägna för medborgarna själva. Den senaste indelningen av Madrid gjordes 1988 och delar in staden enligt följande:
1. Centro
2. Arganzuela
3. Retiro
4. Salamanca
5. Chamartín
6. Tetuán
7. Chamberí
8. Fuencarral-El Pardo
9. Moncloa-Aravaca
10. Latina
11. Carabanchel
12. Usera
13. Puente de Vallecas
14. Moratalaz
15. Ciudad Lineal
16. Hortaleza
17. Villaverde
18. Villa de Vallecas
19. Vicálvaro
20. San Blas
21. Barajas

### Storstadsområde

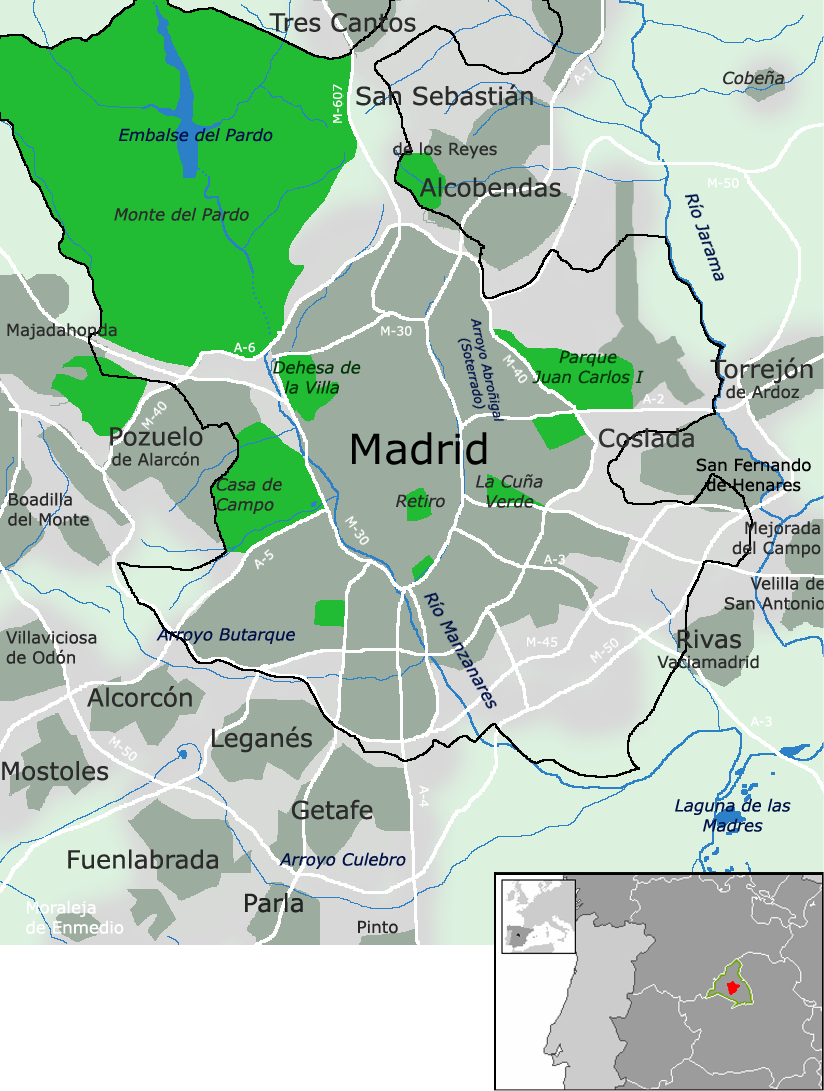
Madrid med omgivning.

Madrids storstadsområde, Área urbana de Madrid, hade totalt 6 047 108 invånare i början av 2013, på en areal av 2 890,10 km². Detta ger en befolkningstäthet på 2 092 inv./km².
Större förorter till Madrid är Móstoles, Alcalá de Henares, Fuenlabrada, Leganés, Alcorcón, Getafe, Torrejón de Ardoz, Alcobendas och Parla.

## Ekonomi och infrastruktur
I Madrid finns betydande flygplans-, fordons- textil, kemi- och livsmedelsindustrier.
Staden är Spaniens största järnvägsknut, och utgör navet i Spaniens nya nät med höghastighetsjärnväg, AVE. I februari 2008 invigdes Höghastighetsjärnvägen Madrid-Barcelona.
Stadens tunnelbana rankas som en av världens tio största.

### Transporter

#### Lufttransporter
Den största flygplatsen är Madrid-Barajas (IATA: MAD, ICAO: LEMD), belägen i den nordöstra delen av staden, 12 km från centrum. Den togs i bruk 1928 och är nu den viktigaste flygplatsen för passagerartrafik i Spanien. 2007 uppgick passagerartrafiken till 52 122 702 personer och den var därmed världens tionde i passagerarvolym och den fjärde i Europa. Madrid-Barajas är också hubben för flygbolaget Iberia.

#### Vägar
Från Madrid utgår ett antal motorvägar som når ut till stora delar av landet.

#### Järnvägar

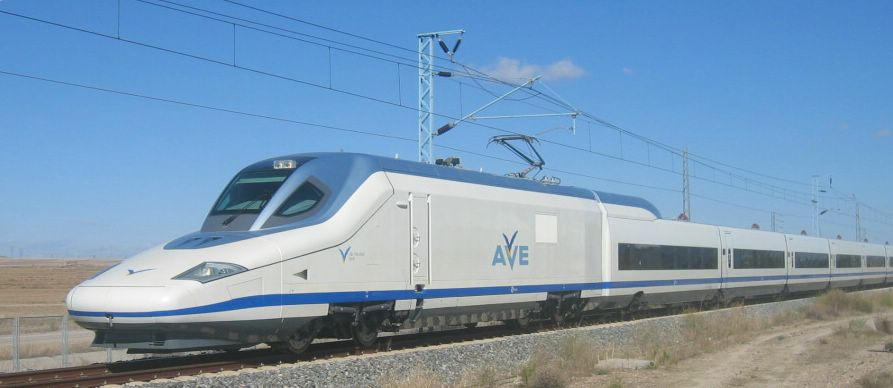
AVE Spanskt höghastighetståg (350 km/t)

Det statliga järnvägsbolaget (RENFE) driver nästan alla järnvägslinjer i Spanien. De viktigaste järnvägsstationerna i Madrid är Atocha (höghastighetståg) Chamartín och Vicálvaro, öster om staden. Höghastighetstågen startade 1991 i Spanien med linjen Madrid-Sevilla, och omfattar idag de större städerna.

#### Tunnelbana

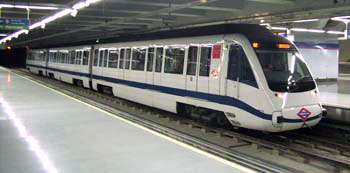
Ett typiskt Metrotåg (type 8000).

El Metro bildar det näst största underjordiska nätverket i Västeuropa efter London och är en av världens tio största tunnelbanesystem. Metro de Madrid har 302 stationer, en längd på 293 km och 600 miljoner resenärer årligen.

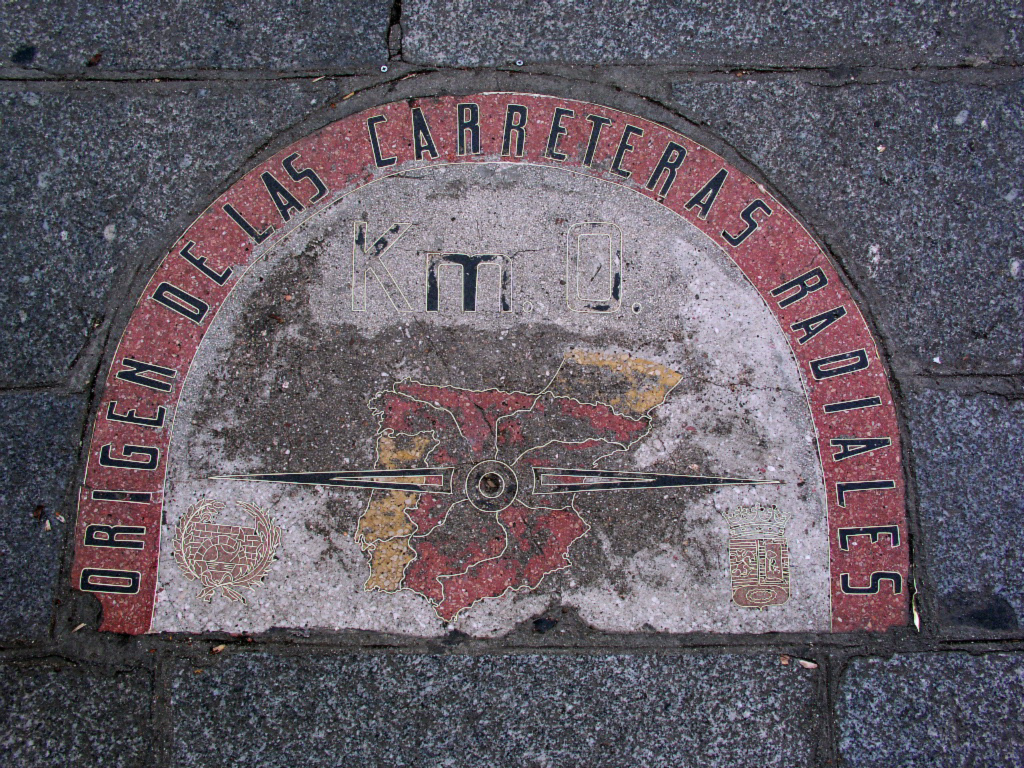
Markeringen för km 0

## Kultur

### Sevärdheter
- Palacio Real, Kungliga palatset
- Almudena, katedral
- Nuevos Ministerios, byggnadskomplex för några ministerier
- Atocha (järnvägsstation)
- Paseo del Prado, aveny
- Puerta de Alcalá, Arco de la Victoria, triumfbågar
- Retiroparken, Parque Juan Carlos I, Jardín El Capricho, Parque de Berlin, Casa de Campo, parker
- Estadio Santiago Bernabeu, hemmaarena för Real Madrid

### Museer
I Madrid finns några av Europas allra förnämsta konstmuseer, såsom:
- Pradomuseet
- Centro Cultural Reina Sofia
- Museo Thyssen-Bornemisza

### Nöjesliv och kvälls-/nattliv
Kvällslivet i Madrid är utbrett. Även en vanlig vardagskväll är gatorna överfulla med människor som går på restauranger och pubar. 

### Sport

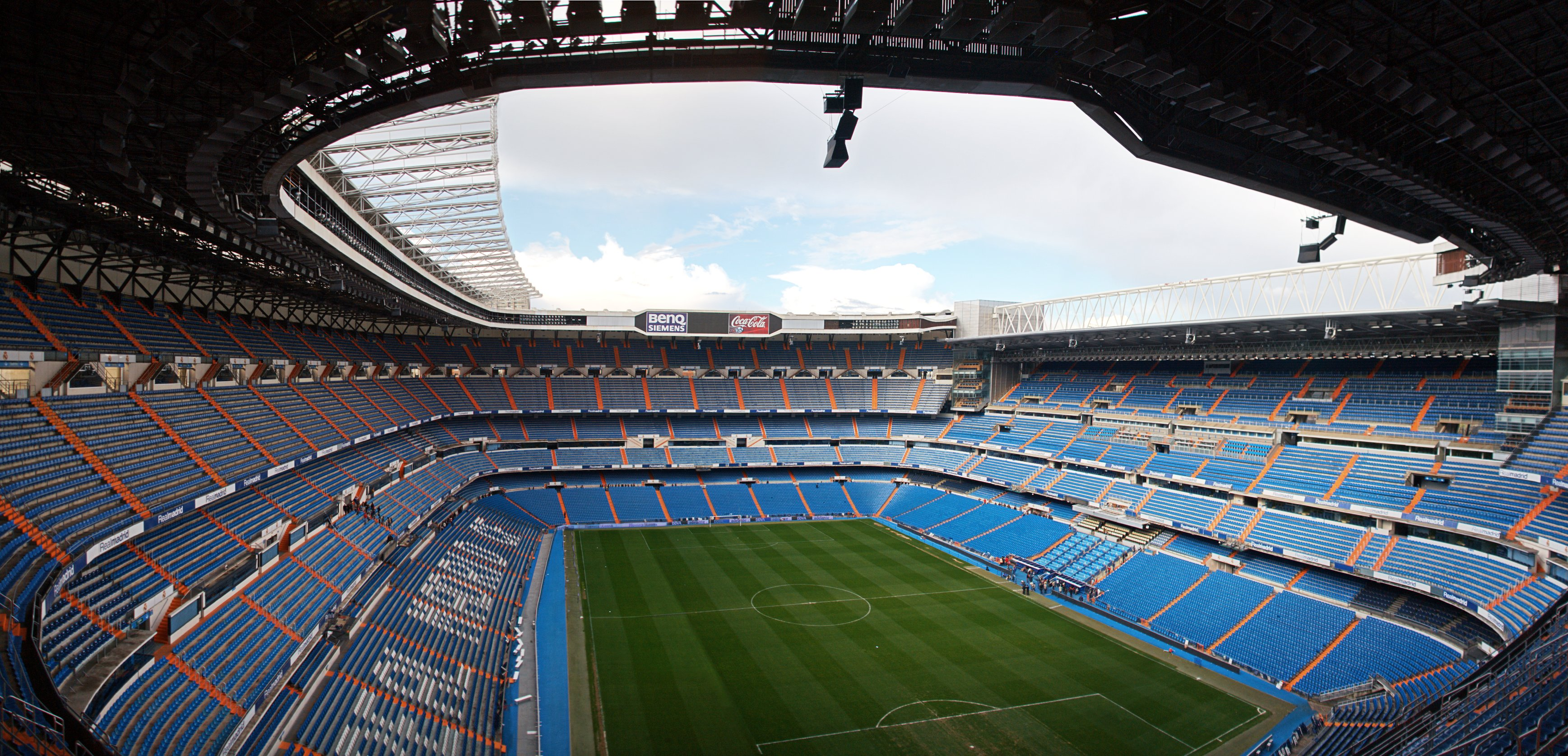
Santiago Bernabéu

Fotbollsklubben Real Madrid är baserad i Madrid och spelar på Estadio Santiago Bernabéu. Real Madrid är en av de främsta fotbollsklubbarna i hela världen med sina tretton vinster i UEFA Champions League. Reals lokala rival är Atlético Madrid. I Madrid spelades även finalen i VM i fotboll 1982. Champions League-finalen 2010 spelades på Estadio Santiago Bernabéu. Tillsammans med Barcelona, Glasgow och Lissabon är Madrid en av de fyra städerna i Europa som har två femstjärniga arenor: Real Madrids Santiago Bernabéu och Atlético Madrids Vicente Calderón är båda femstjärniga arenor.
Några av Spaniens bästa eller mest kända fotbollsspelare är ifrån Madrid, däribland den tidigare Real Madrid-spelaren Emilio Butragueño, Atlético Madrids Fernando Torres och Real Madrids veteraner Raúl González, Isco och Iker Casillas.

## Kända personer födda i Madrid
- Iker Casillas
- Plácido Domingo
- Raúl González
- Julio Iglesias
- Enrique Iglesias
- Michael López-Alegría
- Federico Moreno Torroba
- Fernando Torres